# جرج کولیاس
جرج کولیاس (به انگلیسی: George Kollias) متولد ۳۰ اوت ۱۹۷۷، (۸ شهریور ۱۳۵۶) در کورینتوس یونان یک معلم موسیقی، و نوازنده یونانی درام در گروه نایل می باشد.

## زندگی‌نامه
جرج، نوازندگی درام را به طور خودآموز از سن ۱۲ سالگی، با کاور کردن آهنگهای بندهای مورد علاقه‌اش همچون سپولترا و اسلیر آغاز کرد. حوالی سال ۱۹۹۹ او آموختن درام از درامر یونانی، یعنی یانیس استاوروپولاس که بزرگترین تاثیر را بر روی او گذاشت، آغاز کرد.
تاثیرگذاران اولیه بر روی جرج عبارتند از: ریچارد کریستی، پاول بوستاف، پیت سندوال، دیو لومباردو، ایگور کاوالرا، ژن هگلن و لارس اولریک. او بعدها سلیقه خود را به درامرهای بسیار متفاوتی همچون: وینی کولیتا، دیو وکل، استیو گد، توماس لنگ و مایک منجینی گسترش داد.